# Itoiz
Itoiz va ser un grup de música basc en eusquera, procedent de Mutriku (Guipúscoa) i Ondarroa (Biscaia), actiu entre 1978 i 1988, tot i que els mateixos components havien format des del 1974 un grup anomenat Indar Trabes. El seu estil ha estat qualificat de pop-rock o de rock progressiu. Entre les seves cançons més conegudes hi ha «Lau teilatu» del seu primer disc Itoiz (1978).

## Discografia
- Itoiz (1978)
- Ezekiel (1980)
- Alkolea (1982)
- Musikaz Blai (1983)
- Espaloian (1985)
- Nobela Beltza (1985)
- Ambulance (1987)
- Eremuko Dunen Atzetik Dabil... (1988)
- Itoiz 1978-1988 (2000)